# Empoasca arizona
Empoasca arizona är en insektsart som beskrevs av Ross 1963. Empoasca arizona ingår i släktet Empoasca och familjen dvärgstritar. Inga underarter finns listade i Catalogue of Life.